# 昭和硫黄島
昭和硫黄島（しょうわいおうじま）は、鹿児島県鹿児島郡三島村に属する無人島。海底火山の噴火によって1934年（昭和9年）から翌年にかけて、新たに形成された島嶼である。新硫黄島とも呼ばれる。

## 概要

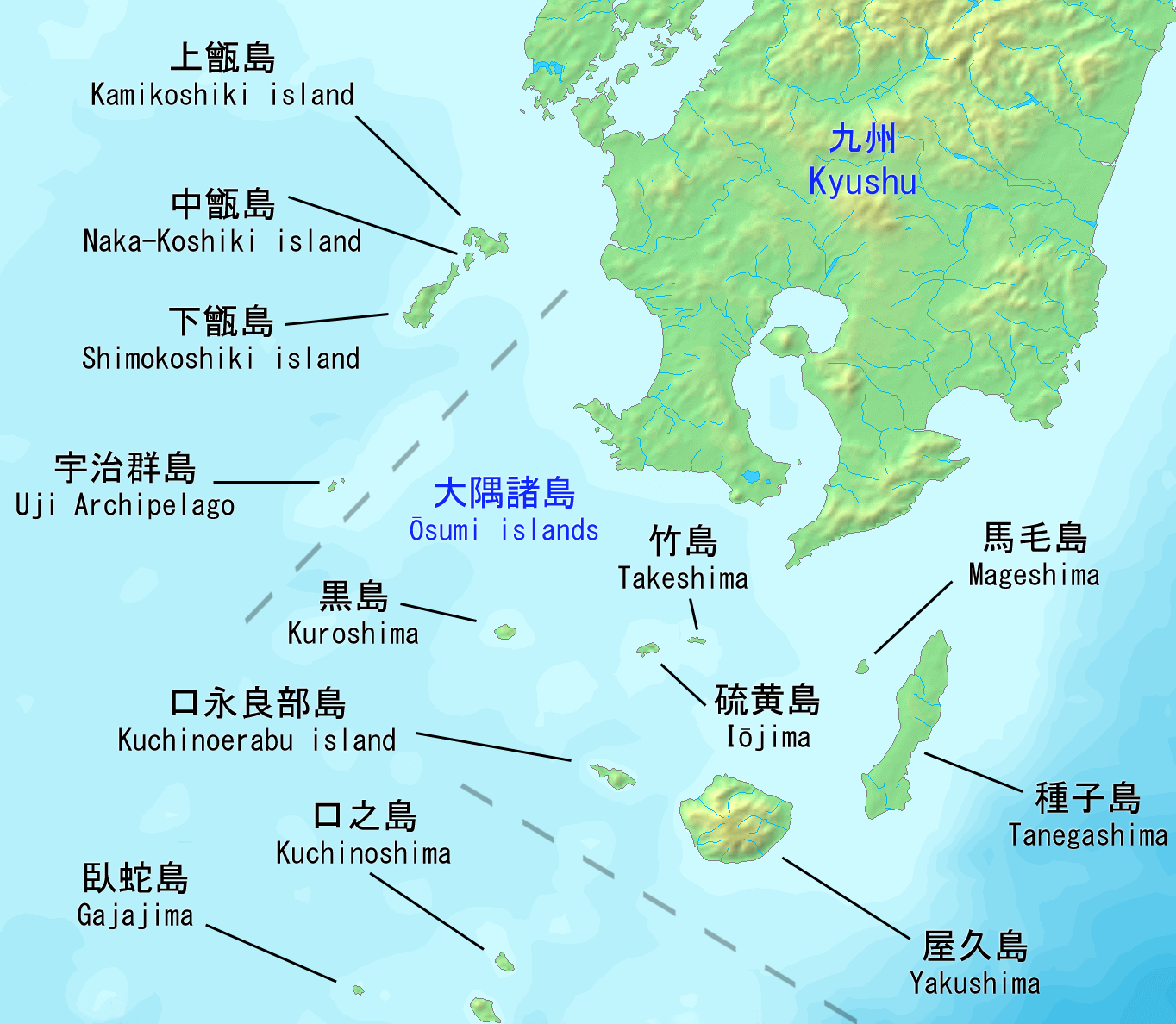
大隅諸島の地図

鹿児島県薩摩半島南端より南へ約30kmの洋上、通称上三島、三島村に属する薩摩硫黄島の東、約2kmの海上に位置しており、周囲1.3km、面積0.07km2、最高地点標高26mの流紋岩質の溶岩で覆われた無人島である。
行政区域上は、三島村大字硫黄島の小字「昭和硫黄島」であり、1952年（昭和27年）2月9日の鹿児島県告示73号（ 大島郡十島村大字硫黄島に属する新島嶼の字の名称）により翌日の同年2月10日付で小字の区域が設定された。

## 新たな島の形成
別名、鬼界ケ島とも呼ばれる硫黄島（薩摩硫黄島）は、古くから活発な火山活動を続ける火山島であり、現在も周囲の海域では温泉湧出による変色域が多数見られ、島の玄関港である硫黄島港は、鉄分を大量に含んだ温泉水により常に海水が茶褐色に染められている。
1934年（昭和9年）9月6日または12日、地震活動が硫黄島周辺で活発になり、海水の沸騰や火山灰の浮遊、海水混濁が見られ、20日には噴煙が立ち上り火山性の軽石が観察されるなど本格的な海底火山活動が始まった。12月7日に新島が出現し、12月23日には高さ約20-30メートルの火口丘が確認され、直後に一旦海中に没し消滅したものの、翌1935年（昭和10年）1月5日に再び新島が出現した。その後は溶岩流などが生じ陸地が形成され、新島は安定的に成長を続けた。噴火活動が落ち着いた3月8日には硫黄島の住民が新島に上陸しており、4月1日に行われた調査では、噴火活動はほとんど終息していることが確認された。

## 新島形成の経過

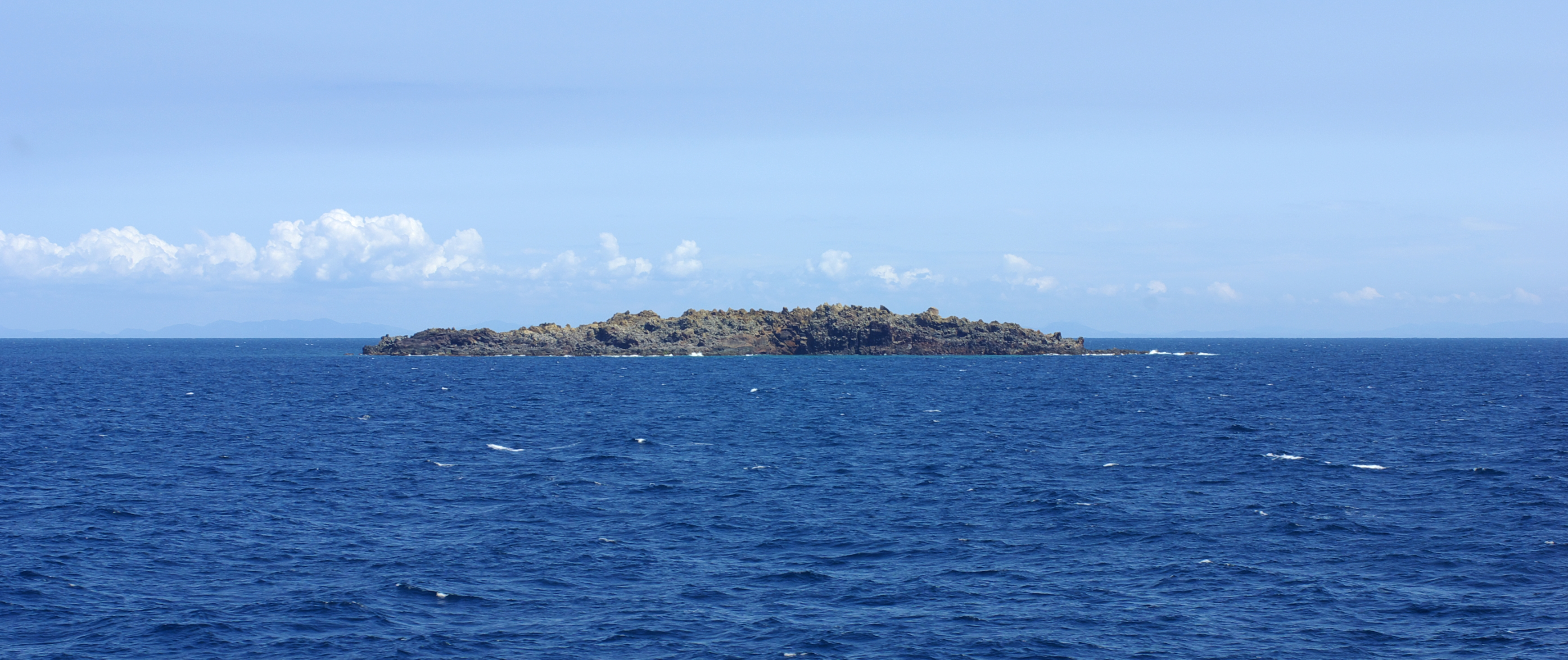
昭和硫黄島。2015年5月、南側より。

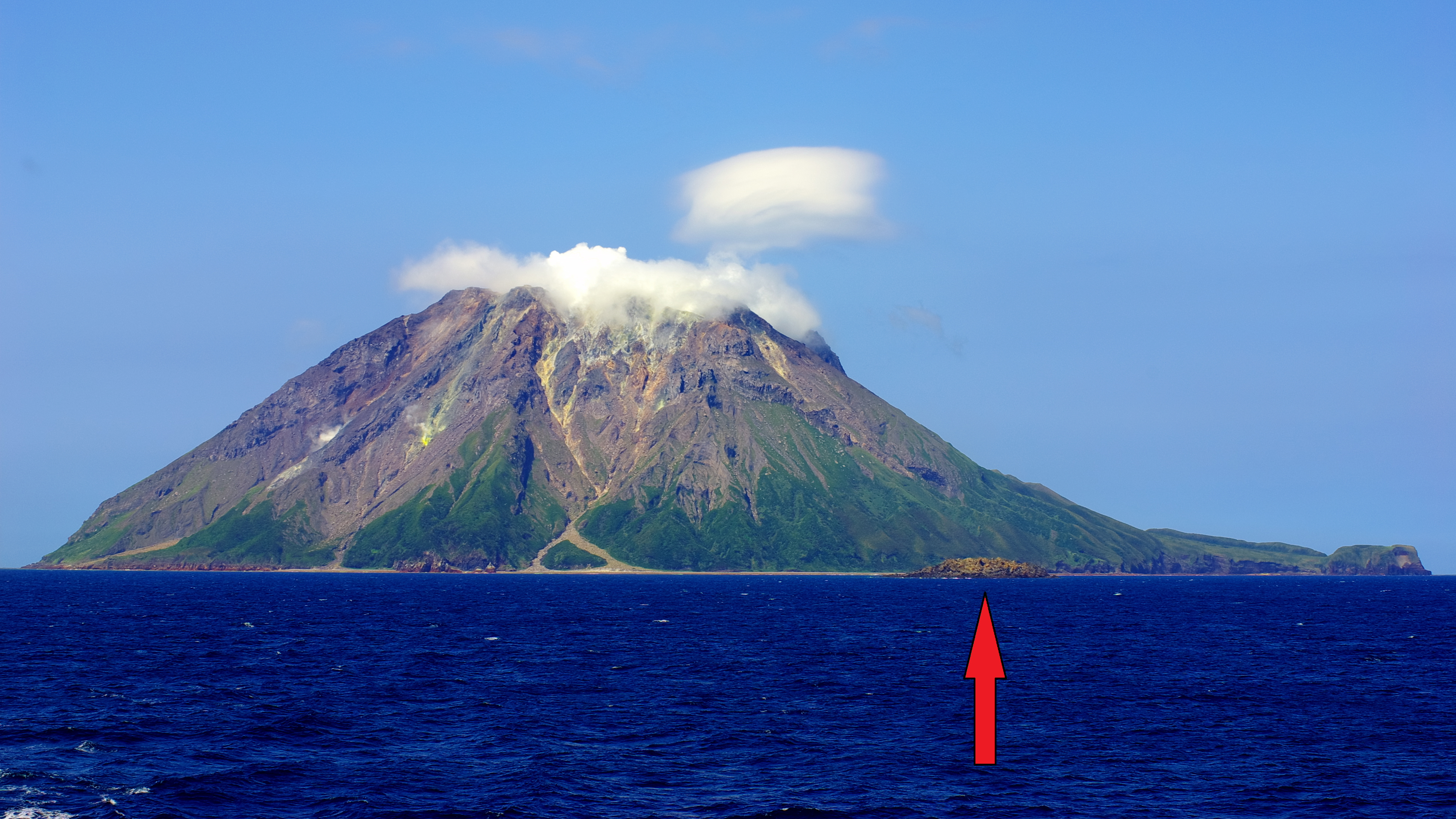
薩摩硫黄島と昭和硫黄島（矢印）。2015年5月、東側より。

噴火の推移、新島誕生の経過は著名な地理学者である田中館秀三により詳細に調査され、田中館によって書かれた複数の論文記録が残されている。
以下、昭和硫黄島形成の経過記録を記す。
- 1934年（昭和9年）
  - 9月6日または12日23時頃[5]、地震活動開始
  - 9月13日 午前中を中心に地震回数増大
  - 9月17日 海水沸騰、火山灰浮遊を確認
  - 9月18日 海水混濁確認
  - 9月20日 噴煙、軽石による浮島を確認
  - 9月21日 噴煙の高度が1,000メートルに達する
  - 11月25日 初めて降灰を確認
  - 12月7日 新島を確認
  - 12月23日 新島の火口丘の高さが20-30メートルに成長
  - 12月25-30日頃 海中に水没、消滅
- 1935年（昭和10年）
  - 1月5日 再度、新島出現
  - 1月19日 黒煙及び白煙を伴う溶岩塊の放出を確認
  - 1月22日 ph5.3の酸性雨水を硫黄島で測定
  - 3月1日 火山灰、ガス等を含む降雨が減少
  - 3月8日 硫黄島住民により新島への初上陸が行われる
  - 4月1日 噴煙等が見られなくなり、ほとんどの火山活動が終息

新島が誕生した位置は海中カルデラである鬼界カルデラ北縁の水深約300メートルであり、そこから新島が形成されるために必要なマグマ噴出量は、雲仙平成新山のマグマ噴出量（0.18km3）に匹敵、もしくは上回るものと考えられている。
こうして誕生した新島は昭和硫黄島と呼ばれ、海蝕などにより消滅することもなく21世紀現在も存在している。